# Lista de filmes portugueses de 1931
Lista de filmes portugueses de longa-metragem lançados comercialmente em Portugal em 1931, nas salas de cinema.
Notas: Na secção coprodução, passando o cursor sobre a bandeira aparecerá o nome do país correspondente.
| # | Filme                   | Realização            | Género           | Estreia         | Coprodução |
| - | ----------------------- | --------------------- | ---------------- | --------------- | ---------- |
| 1 | Brasil Maravilhoso      | Alfredo dos Anjos     | Documentário     | 2 de dezembro   | —          |
| 2 | Nua                     | Maurice Mariaud       | Drama            | 25 de fevereiro | —          |
| 3 | A Portuguesa de Nápoles | Henrique Costa        | Drama, biografia | 15 de junho     | —          |
| 4 | A Severa                | José Leitão de Barros | Drama            | 18 de junho     | —          |